# John A. Hobson

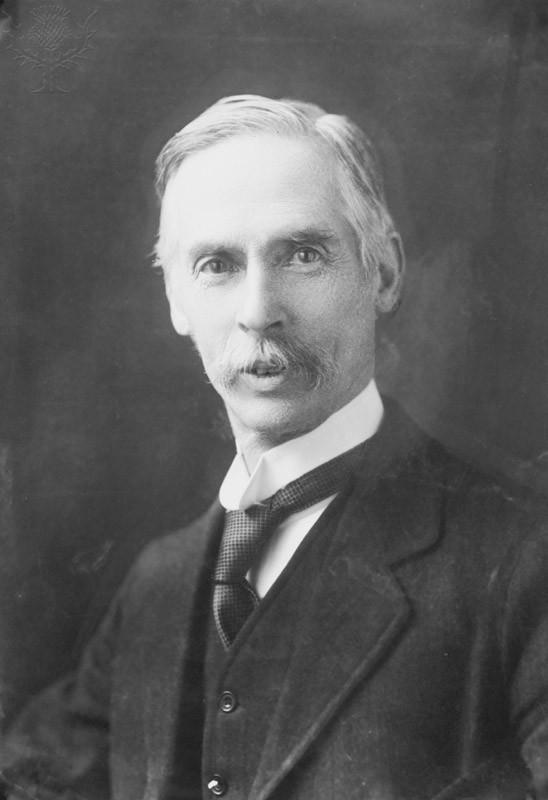
John A. Hobson omstreeks 1910

John Atkinson Hobson (Derby, 6 juli 1858 – Hampstead, 1 april 1940) was een Britse econoom die vooral bekend is om zijn imperialismekritiek.
Met Albert F. Mummery schreef Hobson The Physiology of Industry (1889), dat een verklaring zocht voor de periodieke handelscrises in overmatig spaargedrag en onderconsumptie. Met dit werk, dat als een aanval op de victoriaanse waarde van spaarzaamheid werd ontvangen, vestigde hij een naam als 'ketter' binnen de economische wetenschap.
Als journalist versloeg Hobson de Eerste Boerenoorlog voor de Manchester Guardian. Bij terugkeer was hij, mogelijk door een ontmoeting met Cecil Rhodes, overtuigd geraakt van het idee dat het imperialisme van de westerse mogendheden een voortzetting was van het kapitalisme: een gewapende zoektocht naar nieuwe afzetmarkten en arbeidskrachten. Imperialism (1902) was de neerslag van dit idee, gekoppeld aan Hobsons eerdere werk met betrekking tot onderconsumptie.
Volgens Hobson was de scheve inkomensverdeling in kapitalistische landen er de oorzaak van, dat de rijken geen andere keus hadden dan hun vermogen op te potten; dit had dan weer tot gevolg dat goederen onverkocht bleven. Aangezien binnenlandse investering alleen tot meer overproductie zou leiden, was de enige uitweg kapitaalexport. Dit, stelde Hobson, had geleid tot een strijd om controle over buitenlandse markten, de opdeling van Afrika en die van Azië, en tot inter-imperialistische oorlogen.
Hobsons werk over imperialisme had grote invloed op Lenin en op Hannah Arendt.